# Dōtaku

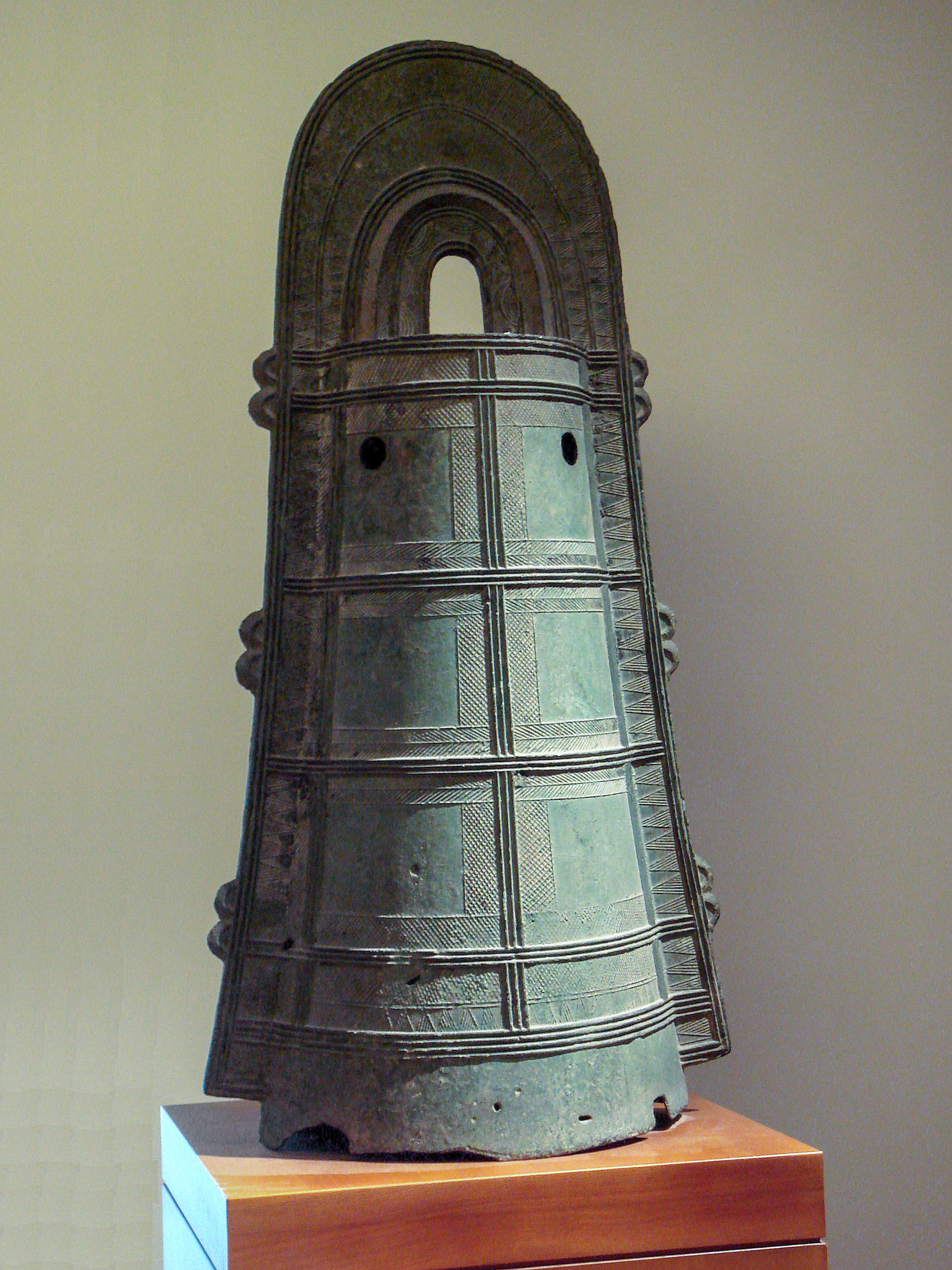
Una dōtaku del III secolo, periodo Yayoi.

Le dōtaku (銅鐸?) sono campane giapponesi di bronzo, relativamente sottili, risalenti al periodo Yayoi. Le più antiche dōtaku ritrovate risalgono al II o III secolo (corrispondenti alla fine del periodo Yayoi). La loro altezza varia dai 10 ai 130 centimetri circa. L'ottima fattura delle dōtaku indica una buona padronanza delle tecniche di fusione del bronzo da parte dei giapponesi del periodo Yayoi. Erano decorate con motivi raffiguranti la natura e gli animali (tra i quali libellule, mantidi religiose e ragni). Gli storici credono che le dōtaku venissero utilizzate a scopo rituale, per propiziare buoni raccolti. Gli animali raffigurati erano infatti nemici naturali degli insetti che attaccavano le piante di riso. Si suppone quindi che le dōtaku appartenessero a figure sciamaniche che detenevano sia il potere politico (necessario per la loro realizzazione) che quello religioso (per celebrare i riti in cui venivano utilizzate).
Attualmente sono state ritrovate circa 470 dōtaku.
Secondo il folklore giapponese, le dōtaku erano utilizzate come campane di allarme (solitamente posizionate in torri di guardia), in particolare in caso di invasioni. Vennero sfruttate specialmente a causa delle frequenti invasioni dalla penisola Coreana.
Quando le sentinelle avvistavano gli invasori, davano l'allarme battendo sulle dōtaku, cosicché le persone potessero attivarsi per nascondere sé stesse e i propri averi o, nel caso fossero guerrieri, prepararsi a respingere il nemico.

## Curiosità
Nell'anime Jeeg Robot, è una dotaku la campana magica di cui sono alla ricerca i redivivi del Regno Yamatai e che il padre di Hiroshi impianta nel petto del ragazzo consentendogli di trasformarsi nella testa del robot Jeeg.